# Dekanat Tychy Stare
Dekanat Tychy Stare – jeden z 37 dekanatów katolickich w archidiecezji katowickiej. W jego skład wchodzą następujące parafie:

## Parafie
| Lp | Parafia                                                    | Data powstania      | Proboszcz            | Adres                            | Zdjęcie |
| -- | ---------------------------------------------------------- | ------------------- | -------------------- | -------------------------------- | ------- |
| 1  | Tychy – Czułów Krzyża Świętego                             | 1 października 1980 | ks. Krzysztof Anczok | ul. Bzów 15 43-100 Tychy         |         |
| 2  | Tychy św. Jadwigi śląskiej                                 | 9 października 1986 | ks. Jacek Kołodziej  | ul. Żwakowska 65 43-100 Tychy    |         |
| 3  | Tychy św. Jana Chrzciciela                                 | 28 marca 1976       | ks. Piotr Szołtysik  | ul. Kopernika 5 43-100 Tychy     |         |
| 4  | Tychy - Stare Tychy św. Marii Magdaleny                    | przed 1529          | ks. Janusz Lasok     | ul. ks. Damrota 62 43-100 Tychy  |         |
| 5  | Tychy Miłosierdzia Bożego                                  | 2005                | ks. Józef Sołtys     | ul. gen. Andersa 25 43-100 Tychy |         |
| 6  | Tychy Świętej Rodziny                                      | 21 listopada 2001   | ks. Adam Pukocz      | ul. Elfów 29 43-100 Tychy        |         |
| 7  | Tychy – Mąkołowiec św. Ojca Pio                            | 25 marca 2012       | ks. Dariusz Gadomski | ul. Przepiórek 50 43-100 Tychy   |         |
| 8  | Tychy – Urbanowice Matki Bożej Pośredniczki Wszelkich Łask | 20 grudnia 1957     | ks. Józef Sinka      | ul. Kościelna 30 43-109 Tychy    |         |
| 9  | Tychy – Wartogłowiec św. Józefa Robotnika                  | 30 stycznia 1983    | ks. Antoni Owczarek  | ul. Dzwonkowa 30 43-135 Tychy    |         |
| 10 | Tychy – Wilkowyje Matki Bożej Królowej Aniołów             | 12 lutego 1984      | ks. Marcin Piasecki  | ul. Wilcza 11 43-100 Tychy       |         |